# シエール
シエール（フランス語: Sierre、ドイツ語: Siders）とは、スイスヴァレー州ローヌ谷にある基礎自治体で、ヴァレー州のドイツ語圏とフランス語圏の境界に位置している。「シエール」はフランス語読みで、ドイツ語では「ジーダース」となる。

## 概要

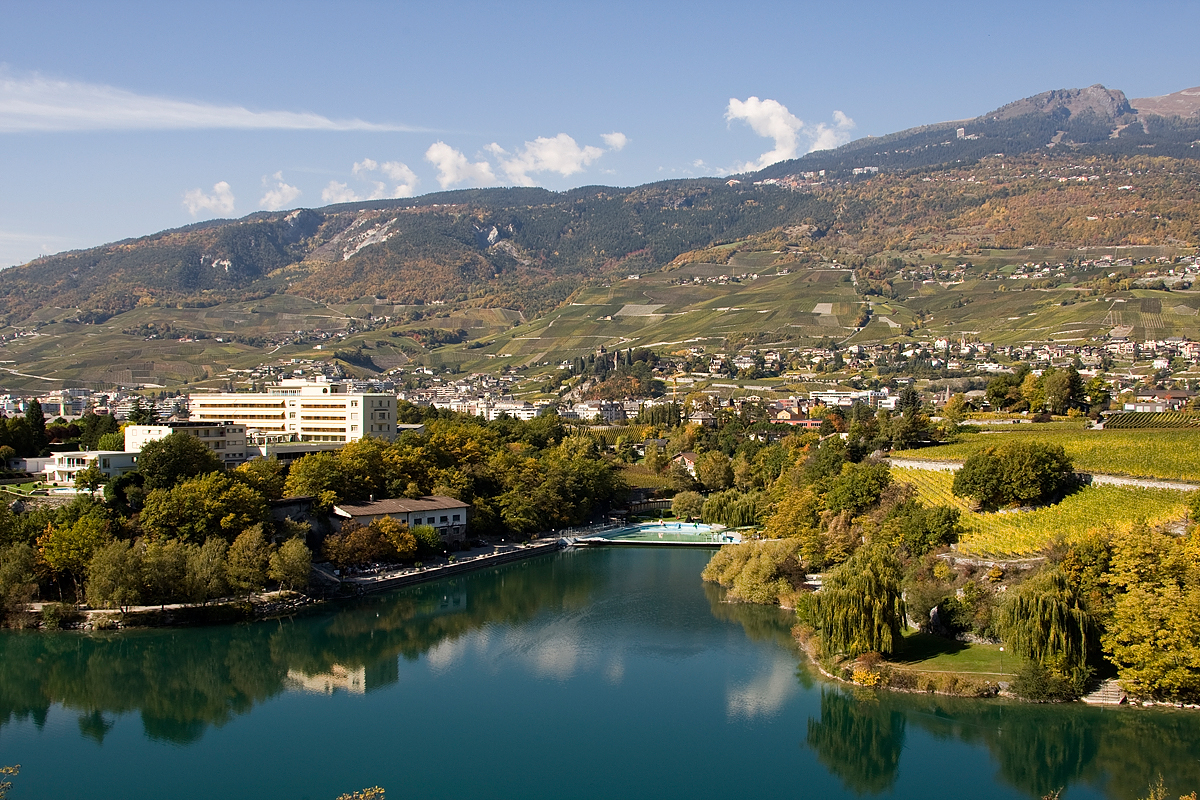
シエールと近郊の湖、Lac de Géronde

シエールの北に広がる高原地帯には、山岳リゾートとして知られるクラン＝モンタナがあり、ローヌ川を挟んで南にアニヴィエ谷が伸びている。町の紋章に太陽が使われているように、シエールはスイスの中でも特に乾燥した地域であり、年間約300日の晴天日を数える。
葡萄畑に囲まれたシエールとその周辺地域は、スイス有数のワインの産地になっており、シャトー・ド・ヴィラ（Château de Villa）にあるヴァレー州ワイン博物館では、ワインづくりの民具などが展示されている。また、シエールと隣村のサルゲッシュの間は、「ワインの小道」と呼ばれる散策コースになっている。
オーストリアの詩人で作家のライナー・マリア・リルケは、1921年から死去する1926年までシエール郊外のミュゾに住み、晩年の大作『ドゥイノの悲歌』を完成させた。
シエールにあるリルケ財団（記念館）では、リルケの書簡や自筆原稿など展示している。